# Acotación

Acotación en dibujo técnico.

La acotación es la representación de las dimensiones y otras características de un objeto en el dibujo técnico. Además de las dimensiones, la acotación también representa información adicional (distancias, materiales, referencias, etc.) mediante el uso de líneas, símbolos, figuras y notas. Podemos especificar que la acotación estudia las distintas posibilidades de colocar las medidas en los dibujos de las piezas. Se pueden distinguir inicialmente dos clases de cotas: por un lado las cotas de dimensión, que ayudan al lector del dibujo a saber las proporciones del objeto, y las cotas de situación, que ayudan a saber con franqueza donde se sitúan los objetos internos de la figura y de la estructura.  

## Normas
La acotación está regulada en Europa por la norma DIN 999-8, y a nivel internacional por la norma ISO 129-1:2004 (International Organization for Standardization, n.º 129, apartado 1) y su entrada en vigencia es del año 2004. Existen normas más específicas como la ISO 2768-1, que define las reglas para las tolerancias generales de longitudes y ángulos, y la ISO 2768-2 sobre normas generales de forma y posición de la vista.

## Componentes

Componentes de cotas: (1) marca inicial (2) línea de cota (3) cifra de cota (4) línea auxiliar de referencia (5) marca final.

Acotación de elementos repetitivos.

Las cotas se componen de los elementos siguientes: 
- Cifra de cota: es el número que indica la magnitud medida.
- Línea de cota: es la línea paralela a la arista del objeto que se mide. Sus extremos se indican mediante dos marcas o símbolos.
- Líneas auxiliares o de proyección de cotas: estas líneas son perpendiculares a lo que están midiendo, y son las que delimitan las líneas de cota.
- Línea de extensión o de referencia: es una línea auxiliar que va de los extremos de una arista o superficie a los extremos de una línea de cota. Estas líneas sirven para indicar los detalles de la pieza dibujada, y tienen un amplio abanico de posibilidades; pueden acabar en flecha si terminan en el contorno, si lo hacen en círculo si acaban en el interior de la pieza o también pueden acabar en línea cuando terminan en otras líneas de la acotación.
- Líneas de notas: son aquellas que indican valores o notas adicionales.
- Símbolos: son indicaciones gráficas adicionales.
- Extremidades: hablamos de extremidades cuando nos referimos a los finales de las líneas de cota. Hay una gran variedad de estas, pero la más utilizada es un triángulo isósceles que tiene como ángulo desigual uno de 15°.

Algunos símbolos como el del diámetro que se utiliza para acotar arcos o circunferencias que presentan un ángulo mayor de 180° y el símbolo R (Radio) cuando nos encontramos frente un arco menor de 180°.                                                     Los símbolos más usados en acotación son:
| Símbolo | Definición        |
| ------- | ----------------- |
| □       | Cuadrado (forma)  |
| ⌀       | Diámetro          |
| R       | Radio             |
| SR      | Radio esférico    |
| S⌀      | Diámetro esférico |

Cuando es necesario acotar un grupo de elementos regularmente espaciados se traza una línea de cota única, en la cual se escribe el número de veces que el valor se repite, el signo multiplicativo X, la dimensión repetida, el signo = y la suma de todas las acotaciones.

## Tipos de acotación

### Acotación por coordenadas

Acotación por coordenadas: A) acotación por coordenadas polares; B) acotación en líneas de base

Si se puede acotar por medio de dos series de cotas con orígenes comunes es preferible emplear la variante de acotación por coordenadas en donde se dan las abscisas y las ordenadas de los elementos en una tabla adjunta al dibujo.

### Acotación tabulada
Cuando se presenta el caso de tener que dar las dimensiones de series o grupos de piezas o productos donde las acotaciones pueden confundirse es conveniente acotar dando literales en vez de valores. Junto al dibujo se indica el valor de las literales para los diferentes productos o piezas.

### Acotación en paralelo
En este tipo de acotación las cotas parten todas de un mismo origen, la cara o arista más larga, en forma paralela al dibujo por lo que podemos decir que todas las cotas de la misma dirección tienen un elemento de referencia común, y están referidas al citado elemento.

### Acotación combinada
Está formada por una combinación de las anteriores.

## Las cotas y sus tipos
Cuando hablamos de cotas hablamos de cifras y líneas. En el punto en el que las cotas no caben entre las líneas auxiliares se ubican en la prolongación de las líneas de cota o también está permitido utilizar líneas de referencia en estos casos. Si nos centramos en pequeñas circunferencias y/o arcos de circunferencia la cota se debe colocar por fuera, en la parte derecha, o en el caso de los arcos se debe situar donde esté la flecha. 
Si nos encontramos una pieza simétrica hay normas específicas. En una figura así se dispondrán las cotas alternativas, de manera que solo se dibuja una parte de la línea de cota, estas acaban en flecha junto a la línea auxiliar y el otro extremo debe sobresalir ligeramente del eje de simetría o del eje de rotación. La cota se debe situar hacia la derecha. 
En el caso de que sea necesario o se tenga que modificar una cota en un dibujo anterior, se debe tachar la cota de manera que nos permita que esta se vea, y se deberá situar la nueva cota junto a la cota tachada. La nueva cota tiene siempre preferencia sobre la escala del dibujo. Si quisiéramos indicar que en nuestro dibujo está en una escala diferente para una determinada cota se debe subrayar está. En el caso de vistas interrumpidas no se debe subrayar la cota, porque  el dibujo no se encuentra en una escala diferente, es una simplificación del dibujo.
Podemos encontrar diferentes tipos de cotas en una figura, se dividen en cinco grandes bloques importantes:
- Funcionales: Este tipo de cota es uno de los más fundamentales en una pieza. Por ejemplo esta cota mediría la distancia que hay entre dos agujeros que se sitúan en la figura, de esta manera se puede crear otra pieza que encaje a la perfección con esta.
- No funcionales: No son fundamentales en cuanto a la pieza se refiere.
- Auxiliares: Estas cotas ayudan con la verificación de alguna de las medidas, aunque no son necesarias ponerlas. Las cotas auxiliares deben ir entre paréntesis.
- De verificación: Las cotas que exige el cliente, que le sirven para poder comprobar alguna de las medias y dimensiones que se han exigido previamente a la elaboración del diseño. Estas se encuentran dentro de un recuadro redondeado.
- En bruto: Este tipo de cota se tratan de una serie de medidas que presentan las piezas previamente de un mecanizado, se encuentran en todo o en parte de la pieza.

## Principios fundamentales del dibujo acotado
- 1. Las líneas de cota no deben cruzarse entre nada.
- 2. Las líneas de referencia o extensión deben encontrarse con la línea de cota en un ángulo de 90 grados, salvo casos especiales.
- 3. Las cotas deben colocarse en forma ordenada y alineada, una línea de cota encima de la otra.
- 4. Las cotas de detalle son las que deberán ir más cercanas al dibujo, luego las generales.
- 5. La línea indicadora no deberá tocar la línea de perfil visible del dibujo.
- 6. Las líneas ocultas no se deben acotar.
- 7. Las separaciones de las líneas de cota deberá ser uniforme en todo el dibujo.
- 8. Los números y las notas deberán ser escritos sobre líneas guías.
- 9. La longitud de la cabeza de la flecha debe ser aproximada a la altura de los números enteros.
- 10. La línea indicadora dirigida a un círculo debe ser radial.
- 11. Las líneas indicadoras no deben cruzarse entre sí, ya que dificultarían a otras líneas.
- 12. Las líneas de cota no deben cruzar las líneas de extensión.
- 13. Las líneas de cota no deben coincidir con las líneas de dibujo.
- 14. Las cifras decimales deben mostrar bien claro su coma o punto decimal.
- 15. Las cifras deben colocarse, en lo posible, fuera de las áreas con un rayado de sección.
- 16. Cuando todas las cotas están dadas bajo el mismo sistema métrico, se colocara una nota especificando el sistema.
- 17. Las líneas de cotas deben ser dibujadas, dejando una distancia lo suficientemente grande para rotular la cota, de unos 8 mm.
- 18. Los redondeamientos y chaflanes deben ser acotados prolongando las auxiliares de cota y las líneas aristas.
- 19. Nunca se utilizarán los ejes y las aristas como líneas de cota.
- 20. Las cuerdas, ángulos y arcos se pueden acotar correctamente de dos maneras diferentes; las líneas de cota son paralelas o concéntricas al elemento. Cabe destacar que se pueden utilizar los símbolos de un arco y un triángulo abierto para diferenciar un ángulo y un arco.

## Disposición de las cotas
En los dibujos que realicemos, nosotros u otros, siempre deben presentar todas las cotas que sean necesarias para realizar la pieza, con esto se refiere a poder dibujarla o fabricarla. En cuanto a las cotas dimensionales, estas deben in en la vista que mejor define la pieza a acotar. (Recordamos que la representación de piezas en dibujo técnico existen el alzado, la planta y los perfiles derecho e izquierdo). No se deben repetir acotaciones en dos vistas diferentes, quiere decir que, si la altura de la figura la has acotado en el perfil, no deben acotarla nuevamente en el alzado, para evitar confusiones.
No se pueden utilizar una única línea auxiliar para dos vistas diferentes. Tampoco se deben acotar esas formas que sean resultado de un proceso de fabricación. Otro de los procesos que no debemos tomar, no se deben acotar utilizando líneas ocultas. En el caso de no poder hacer esa cota en otra vista, se realizará una rotura de la pieza de manera que sea posible ver esas vistas y así poder acotarlas. 

## Simplificaciones
Al encontrarnos unas dimensiones iguales, podemos decir que la pieza tiene partes, entonces las cifras de cota se pueden sustituir por el signo igual (=).
Si se nos plantea unos elementos equidistantes entre sí, se puede pueden simplificar, la acotación de manera que solo se acotaría una vez a modo individual y otra de forma general. En el caso de que la separación este representado de manera clara, no será necesario indicar la separación de los elementos. Si los elementos que nos encontramos son iguales, en cuanto a dimensiones, pero no lo son las separaciones se deberá indicar también. 